# Neolamprologus longior
Neolamprologus longior é uma espécie de peixe da família Cichlidae.
É endémica de República Democrática do Congo.
Os seus habitats naturais são: Lago Tanganica.